# 1KUNS-PF
1KUNS-PF (acronimo di First Kenya University Nano Satellite-Precursor Flight) è il primo satellite del Kenya.  
Il satellite, del tipo CubeSat, è stato realizzato dall'Università di Nairobi in collaborazione con l'Università degli Studi di Roma "La Sapienza" nell'ambito di un progetto per i Paesi emergenti finanziato dall'Ufficio delle Nazioni Unite per gli affari dello spazio extra-atmosferico con il supporto tecnico della JAXA. Il lancio è stato effettuato il 2 aprile 2018 dalla Vandenberg Space Force Base con un razzo vettore Falcon 9. Il satellite è stato trasportato sulla Stazione Spaziale Internazionale, da cui è stato collocato in orbita il 18 maggio. Il satellite aveva a bordo due telecamere per riprendere immagini del Kenya e dei vicini Paesi dell'Africa orientale.
Il satellite è rientrato nell'atmosfera l'11 giugno 2020.